# Stobe-Breg
Das Fauna-Flora-Habitat-Gebiet Stobe-Breg liegt auf dem Gebiet der Stadt Črnomelj im Süden Sloweniens. Das etwa 100 Hektar große Schutzgebiet befindet sich in einem Trockental in der Bela krajina. Es handelt sich um eine kleinräumig strukturierte, ländliche Kulturlandschaft mit Wiesen, Äckern und kleineren Waldstücken. In den Karsthöhlen des Gebiets lebt eine isolierte Population des Grottenolms.

## Schutzzweck

### Lebensraumtypen
Folgende Lebensraumtypen nach Anhang I der FFH-Richtlinie sind für das Gebiet gemeldet:
| EU Code | * | Lebensraumtyp (offizielle Bezeichnung) | Fläche |
| ------- | - | -------------------------------------- | ------ |
| 8310    |   | Nicht touristisch erschlossene Höhlen  |        |

### Arteninventar
Folgende Arten von gemeinschaftlichem Interesse kommen im Gebiet vor:
| Bild             | EU Code | * | Art              | wissenschaftlicher Name     | Artengruppe    |
| ---------------- | ------- | - | ---------------- | --------------------------- | -------------- |
| Spanische Flagge | 1078    | * | Spanische Flagge | Callimorpha quadripunctaria | Schmetterlinge |
| Grottenolm       | 1186    | * | Grottenolm       | Proteus anguinus            | Amphibien      |